# Liên đoàn bóng đá Thổ Nhĩ Kỳ
Liên đoàn bóng đá Thổ Nhĩ Kỳ (tiếng Thổ Nhĩ Kỳ: Türkiye Futbol Federasyonu) là tổ chức quản lý và điều hành các hoạt động bóng đá ở Thổ Nhĩ Kỳ. Liên đoàn quản lý đội tuyển bóng đá quốc gia nam và nữ, tổ chức các giải bóng đá như Vô địch Quốc gia và Cúp Quốc gia. Liên đoàn bóng đá Thổ Nhĩ Kỳ gia nhập FIFA năm 1923 và UEFA năm 1962.